# Districte de Jashpur
El districte de Jashpur és una divisió administrativa de l'estat de Chhattisgarh a l'Índia, amb una superfície de 5.339,78 km² i una població (2001) de 739.780 habitants. La capital és Jashpur (ciutat). Ciutats principals són Ludam, Gholeng, Jashpur, Kunkuri, Bandarchuwan, Kansabel, Ludeg i Patthalgaon.
Administrativament està dividit en quatre tehsils i 9 blocs de desenvolupament (blocks). Els tehsils són:
- Bagicha
- Jashpur
- Kunkuri
- Pathalgaon

I els blocs:
- Bagicha
- Kansabel
- Manora
- Jashpur
- Kunkuri
- Duldula
- Farsabahar
- Pathalgaon Rural
- Pathalgaon Urbà

## Història
Vegeu Jashpur
El 1948 el principat de Jashpur fou inclòs al govern de Bengala amb el grup d'estats de Chhota Nagpur, dins de la divisió de Chhota Nagpur fins al 10 d'octubre de 1956. L'1 de novembre de 1956 va quedar inclòs dins l'estat de Madhya Pradesh i hi va romandre fins al 25 de maig de 1998, integrant part del districte de Raigarh. Com que alguns districtes eren massa grans una comissió dirigida per G.K. Dubey fou impulsada per primer ministre de l'estat Arjun Singh el 1982 i en el seu informe el 1989 recomanava formar nous districtes. El 1992 el primer ministre Sundarlal Patwa va decretar l'establiment de 16 nous districtes entre els quals Jashpur, però la decisió no fou implementada per qüestions judicials; el primer ministre Digvijay Singh, va decretar novament la creació de 16 districtes el 22 de maig de 1998 i el de Jashpur es va formar oficialment el dia 25 sent nomenat Ramanand Shukla com a col·lector. El districte va ser un dels que van integrar Chhattisgarh quan es va formar com estat.